# Радзивилл, Елена
Княгиня  Еле́на Радзиви́лл, урождённая Пшезде́цкая (6 января 1753, Вильно — 1 апреля 1821, Варшава) — статс-дама, жена виленского воеводы М. И. Радзивилла; основательница парка Аркадия.
Дочь Антония Тадеуша Пшездецкого (1718—1772) и Екатерины Огинской. После смерти матери, её воспитывала тетка Александра Чарторыйская, жена гетмана М. К. Огинского. Получила хорошее образование, знала четыре языка, хорошо пела, играла на фортепиано и органе.
26 апреля 1771 года вступила в брак с Михаилом Иеронимом Радзивиллом (1744—1831). После свадьбы жила с мужем в Чернавчицах, потом в Неборове и во дворце Радзивиллов в Варшаве. Отличаясь красотой и образованностью, увлекалась литературой и искусством, по натуре живая и остроумная, княгиня Радзивилл имела большой успех в высшем свете, в т.ч. у короля Станислава Понятовского, с которым состояла в связи. Её вольное поведение, пренебрежение общественными приличиями шокировали даже Екатерину II.
В качестве интимной подруги графа О. М. Штакельберга, русского посла в Варшаве, способствовала успешному развитию политической карьеры мужа. При коронации Павла I  пожалована в статс-дамы и меньшим крестом Ордена Св. Екатерины.
Много путешествуя и имея интерес к коллекционированию, княгиня Радзивилл собрала во дворце в Неборове прекрасную коллекцию картин, старинных монет и медалей, фарфора и серебра. Там была создана огромная библиотека, содержащая тысячи ценных книг, гравюр и карт. Во дворце бывали Фридрих Вильгельм II, Александр I, многие известные художники и поэты.

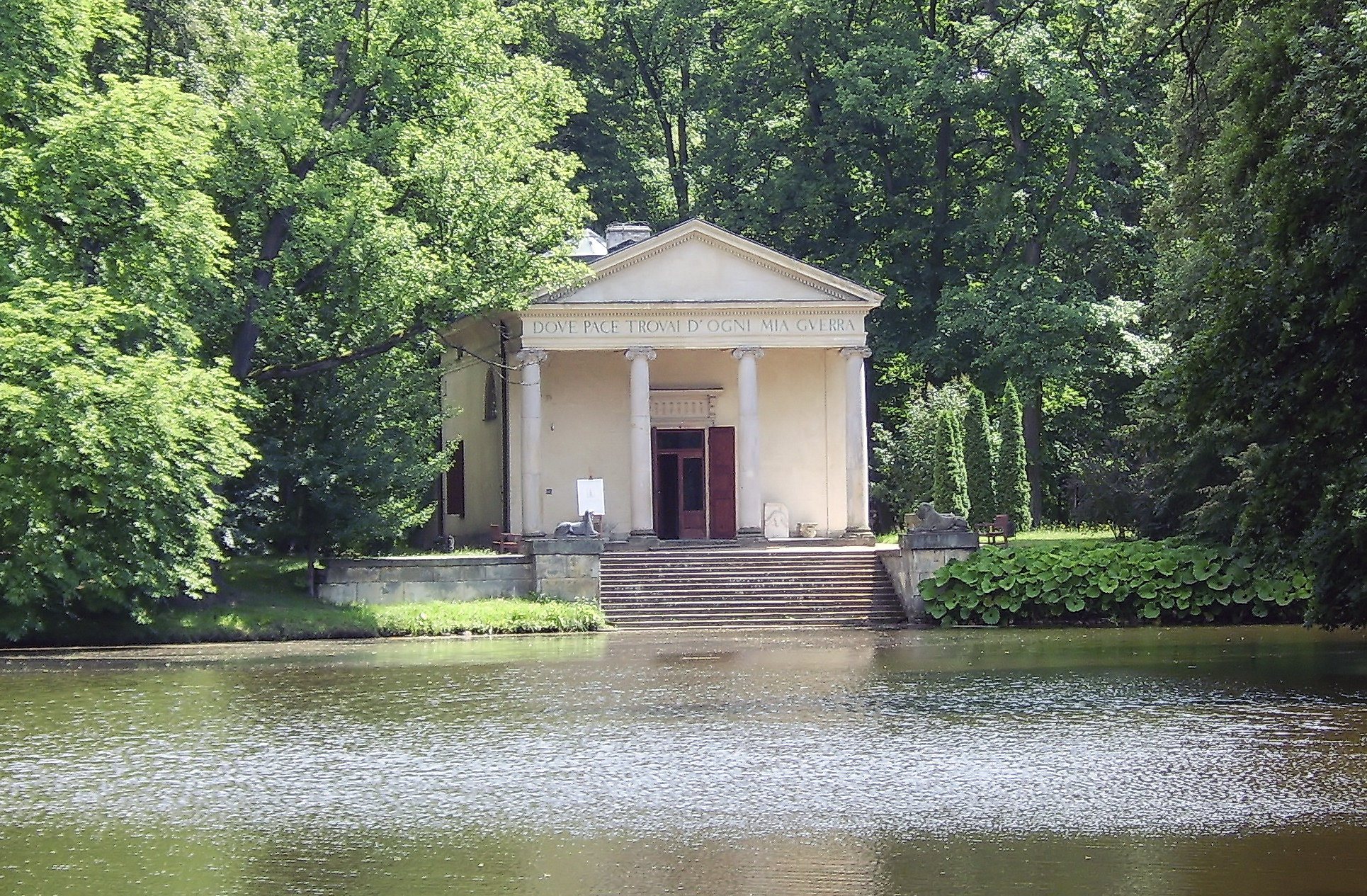
Храм Дианы в парке «Аркадия»

Следуя моде и беря пример со своей подруги Изабеллы Чарторыйской, устроительницы Пулавского имения, Елена Радзивилл создала свой английский парк. Недалеко от Неборова с помощью архитекторов она разбила романтический дворцовый парк под названием «Аркадия», которому посвятила около 40 лет своей жизни. Он стал её радостью и гордостью.

Парк был выдержан в английском стиле, его садовые павильоны украшали произведения искусства - преимущественно античного, древнегреческого и римского. В июле 1795 года Елена Радзивилл принимала у себя Софию Потоцкую. Во время посещения парка «Аркадия» у Софии и возникла идея строительства знаменитого парка «Софиевка». Последние годы княгиню Радзивилл покинула былая жизнерадостность, познакомившись с ней, в 1818 году княжна Туркестанова писала:
Княгиня очень добрая и любезная. Она очень изменилась и постарела. Это приписывают полнейшему расстройству её состояния: великолепную Аркадию вот-вот должны конфисковать... Она находится в чрезвычайно трудном положении. Несчастная женщина разорена, погрязла в долгах. Кроме того, на ней лежит ответственность за опеку имущества покойного Доминика. Она боится итогов судебного процесса, который ведет с Чернышевыми.
 Скончалась в Варшаве в 1821 году, князь П. Вяземский писал А. Тургеневу:
Здесь умерла княгиня Радзивилл, наша Екатерининская портретная дама и владетельница и творительница славной Аркадии...Она до конца жизни вплетала всегда розу в свои седые волосы и говорила, что это цветущая роза в снегу.

## Дети

дочь Кристина Магдалена

В браке имела десять детей, трое из которых умерли во младенчестве. По словам Вяземского, когда князя М. И. Радзивилла обвиняли, что он мало дает денег сыновьям своим, тот отвечал, что довольно и того, что дает он им свое имя, которое им не следует. Все знали, что один из Радзивиллов был сыном посла О. М. Штакельберга, другой — сын герцога Лозена и т. д. 
- Людвик Николай Радзивилл (1773—1830), 10-й ординат Клецкий; у него сын Леон Иероним.
- Антоний Генрих Радзивилл (1775—1832), с молодых лет жил при берлинском дворе, 1-й ординат на Пшигодзице (1796), 12-й ординат Несвижский и 10-й ординат Олыцкий (1814), князь-наместник Познанского великого княжества (1815—1831). Композитор, музыкант, актёр в любительских спектаклях. Был женат на принцессе Фредерике Луизе Бранденбургской (1770—1836).
- Кристина Магдалена Радзивилл (1776—1796), в 1796 году была пожалована Екатериной II во фрейлины. Присутствовала на похоронах импертрицы, где простудилась и 1 декабря 1796 года скончалась от пневмонии.
- Михаил Гедеон Радзивилл (1778—1850), бригадный генерал (1812), сенатор-каштелян (1821) и сенатор-воевода Царства Польского (1825), главнокомандующий польской армией в 1831 году
- Анджей Валент Радзивилл (1780—1837/1838)
- Анжелика (Анеля) Радзивилл (1781—1808), жена с 1800 года князя Константина Адама Чарторыйского (1773—1860).
- Роза Катарина Радзивилл (1788—1803)